# Пир (Платон)
Пир, Симпосий (др.-греч. Συμπόσιον) — диалог Платона, посвященный проблеме любви. Написан в 385—380 гг до н. э. Название происходит от места, где происходил диалог, а именно на пиру у драматурга Агафона, где присутствовали комедиограф Аристофан, философ Сократ, политик Алкивиад и другие (Федр, Павсаний, Эриксимах).

## Содержание диалога

### 1. Аполлодор и его друг
Выйдя из дома (из Фалера) в город Аполлодор встречается со своим знакомым — Главконом, который просит рассказать ему «о том пире у Агафона, где были Сократ, Алкивиад и другие, и узнать, что же это за речи там велись о любви (греч. περὶ τῶν ἐρωτικῶν λόγων 172b)». Аполлодор оговаривается, что сам он не присутствовал на этом пире, поскольку он состоялся уже много лет назад. Но он услышал о нём из уст некоего Аристодема (из Кидафин), и эти слова подтвердил Аполлодору и сам Сократ.
Итак, он встретил Сократа – умытого и в сандалиях, что с тем редко случалось, и спросил его, куда это он так вырядился. Тот ответил:
– На ужин к Агафону. Вчера я сбежал с победного торжества, испугавшись многолюдного сборища, но пообещал прийти сегодня. Вот я и принарядился, чтобы явиться к красавцу красивым. Ну а ты, – заключил он, – не хочешь ли пойти на пир без приглашения?
И Аристодем ответил ему:
– Как ты прикажешь!
– В таком случае, – сказал Сократ, – пойдем вместе и, во изменение поговорки, докажем, что "к людям достойным на пир достойный без зова приходит". А ведь Гомер не просто исказил эту поговорку, но, можно сказать, надругался над ней. Изобразив Агамемнона необычайно доблестным воином, а Менелая "слабым копейщиком", он заставил менее достойного Менелая явиться без приглашения к более достойному Агамемнону, когда тот приносил жертву и давал пир.

Платон «Пир» Глава 1
По дороге Сократ, предаваясь своим мыслям, всё время отставал. А когда Аристодем дошёл до дома Агафона, Сократ уже пропал у него из виду. Аристодема приглашают за стол и интересуются, почему он не привёл с собой Сократа, на что Аристодем смущённо отвечает, что Сократ с ним пришёл, но не понятно куда девался. Слуга Агафона замечает Сократа в сенях соседнего дома, и его попытки пригласить гостя на ужин тщетны. На время Сократа оставляют в покое, ожидая, по совету Аристодема, что Сократ скоро явится сам.
В середине ужина приходит Сократ, и обрадованный Агафон предлагает ему присесть рядом с собой, чтобы ему «досталась доля той мудрости», которая осенила философа в сенях. Сократ на это замечает: «Хорошо было бы, Агафон, если бы мудрость имела свойство перетекать, как только мы прикоснемся друг к другу, из того, кто полон ею, к тому, кто пуст, как перетекает вода по шерстяной нитке из полного сосуда в пустой».
«После того как Сократ возлёг и все поужинали, они совершили возлияние, спели хвалу богу, исполнили всё, что полагается, и приступили к вину». Вместе собравшиеся решили пить вино лишь ради своего удовольствия, а не для опьянения. И врач Эриксимах предлагает посвятить эту встречу приятной беседе — каждый присутствующий должен сказать «как можно лучше похвальное слово Эроту», «такому могучему и великому» богу любви. И первую речь он торжественно поверяет товарищу Федру, поскольку неоднократно, говорит Эриксимах, Федр был возмущён тем фактом, что ни один из поэтов «не написал даже похвального слова» этому божеству.
И Аполлодор соглашается передать нам наиболее достойные памяти пассажи из речей пирующих.

### 2. Речь Федра: древнейшее происхождение Эрота
Федр начинает с того, что Эрот — это древнейший бог, так как у него нет родителей (он ссылается при этом на «Теогонию» Гесиода, на Акусилая и на Парменида), а поэтому это уже одна из причин того, почему многие им восхищаются. Всему может научить любовь. Но чему? «Стыдиться постыдного и честолюбиво стремиться к прекрасному, без чего ни государство, ни отдельный человек не способны ни на какие великие и добрые дела». Так, совершив какой-нибудь «неблагочестивый поступок», влюблённый более всего страдает от того и стыдится того, что его в этом может уличить его возлюбленный, и наоборот. Более того, влюблённый никогда не бросит на произвол судьбы своего возлюбленного и никогда не оставит его в опасности. «И если Гомер говорит, что некоторым героям отвагу внушает бог, то любящим даёт её никто иной, как Эрот».
Далее Федр отталкивается от мысли, что «умереть друг за друга готовы одни только любящие, причем не только мужчины, но и женщины», и подкрепляет это убедительными примерами (Алкестида приняла смерть за мужа; Ахилл погиб во имя Патрокла; однако Орфей не смог отдать жизнь во имя возлюбленной, поэтому в Аиде он видел лишь её призрак).
Рассуждая, Федр приходит к выводу, что «высоко ценя добродетель в любви, боги больше восхищаются, и дивятся, и благодетельствуют в том случае, когда любимый предан влюблённому, чем когда влюблённый предан предмету своей любви. Ведь любящий божественнее любимого, потому что вдохновлён богом».
Итогом становится однозначный для Федра вывод: «Эрот — самый древний, самый почтенный и самый могущественный из богов, наиболее способный наделить людей доблестью и даровать им блаженство при жизни и после смерти».

### 3. Речь Павсания: два Эрота
Павсаний, обращаясь к Федру, говорит, что Эротов много, поэтому надо уточнить, кого именно в этой беседе они дружно принялись восхвалять. Эрот неразрывно связан с богиней любви Афродитой, но их две — старшая (дочь Урана, называемая небесной) и младшая (дочь Дионы и Зевса, называемая пошлой). Стало быть, существует и два Эрота — небесный и пошлый, причём каждый из них наделён своими особыми свойствами.
«Эрот Афродиты пошлой поистине пошл и способен на что угодно; это как раз та любовь, которой любят люди ничтожные. Такие люди любят в равной мере и женщин, и юношей, любимых — ради тела, а не ради души, да и любят тех, кто поглупее, заботясь о своей выгоде. Они способны не только на дурное, но и на хорошее, потому что как-никак любовь эта идёт от богини, причастной по своему происхождению к мужскому и к женскому началу одновременно».
«Афродита небесная, напротив, причастна только к мужскому началу — поэтому это любовь к юношам. Богиня чужда преступной дерзости, и именно поэтому одержимые такой любовью обращаются к мужскому полу, отдавая предпочтение тому, что сильней от природы и наделено большим умом».

Но и среди любителей мальчиков можно узнать тех, кем движет только такая любовь. Ибо любят они не малолетних, а тех, у кого уже обнаружился разум, а разум появляется обычно с первым пушком. Те, чья любовь началась в эту пору, готовы, мне кажется, никогда не разлучаться и жить вместе всю жизнь; такой человек не обманет юношу, воспользовавшись его неразумием, не переметнётся от него, посмеявшись над ним, к другому.

Рассматривает Павсаний также проблемный для своего времени вопрос ухаживания поклонника за своим возлюблённым. И утверждает, что угождать поклоннику стоит именно тогда, когда поклонник достоин этого и когда это ведёт к нравственному совершенствованию.
Далее речь подхватить должен был Аристофан, однако из-за начавшейся икоты он просит Эриксимаха произнести свою речь.

### 4. Речь Эриксимаха: Эрот разлит по всей природе
Цепляясь за мысль Павсания о двойственности Эрота, Эриксимах утверждает, что этот бог растворён во всём сущем. Так, он заключён уже в самой природе тела, когда в борьбе двух начал — больного и здорового — и в умении врача внушить этим началам взаимную любовь видится предназначение врача. Эриксимах делает перенос двойственности Эрота и на сферы, отличные от врачевания, — на музыку («музыкальное искусство есть знание любовных начал, касающихся строя и ритма»), на свойства времён года («Когда … теплом и холодом, сухостью и влажностью овладевает любовь умеренная и они сливаются друг с другом рассудительно и гармонично, год бывает изобильный»), на искусство гадания и т. д.
Как раз проходит икота Аристофана, и Эриксимах предлагает ему выступить.

### 5. Речь Аристофана: Эрот как стремление человека к изначальной целостности
Начиная свою речь, Аристофан рассказывает то, что слышал когда-то от древних о человеческой природе. Оказывается, «когда-то наша природа была не такой, как теперь, а совсем другой». Какой же? Люди были трёх полов: мужского, женского и… особого пола, который уже исчез и который сочетал в себе мужской и женский полы, — андрогины. Люди представляли опасность для богов, потому как были «страшны своей силой и мощью».

… тело у всех было округлое, спина не отличалась от груди, рук было четыре, ног столько же, сколько рук, и у каждого на круглой шее два лица, совершенно одинаковых; голова же у двух этих лиц, глядевшие в противоположные стороны, была общая, ушей имелось две пары, срамных частей две… Передвигался такой человек либо прямо, во весь рост, — так же как мы теперь, но любой из двух сторон вперед, либо, если торопился, шел колесом, занося ноги вверх и перекатываясь на восьми конечностях, что позволяло ему быстро бежать вперед. А было этих полов три, и таковы они были потому, что мужской искони происходит от Солнца, женский — от Земли, а совмещавший оба этих — от Луны, поскольку и Луна совмещает оба начала. Что же касается шаровидности этих существ и их кругового передвижения, то и тут сказывалось сходство с их прародителями.

Не имея силы мириться с их бесчинством, Зевс решил разрезать каждого человека пополам. Отныне они должны будут передвигаться на двух ногах.

И каждому, кого он разрезал, Аполлон, по приказу Зевса, должен был повернуть в сторону разреза лицо и половину шеи, чтобы, глядя на своё увечье, человек становился скромней, а все остальное велено было залечить. И Аполлон поворачивал лица и, стянув отовсюду кожу, как стягивают мешок, к одному месту, именуемому теперь животом, завязывал получавшееся посреди живота отверстие — оно и носит ныне название пупка. Разгладив складки и придав груди четкие очертания, — для этого ему служило орудие вроде того, каким сапожники сглаживают на колодке складки кожи, — возле пупка и на животе Аполлон оставлял немного морщин, на память о прежнем состоянии. И вот когда тела были таким образом рассечены пополам, каждая половина с вожделением устремлялась к другой своей половине, они обнимались, сплетались и, страстно желая срастись, умирали от голода и вообще от бездействия, потому что ничего не хотели делать порознь. И если одна половина умирала, то оставшаяся в живых выискивала себе любую другую половину и сплеталась с ней, независимо от того, попадалась ли ей половина прежней женщины, то есть то, что мы теперь называем женщиной, или прежнего мужчины. Так они и погибали. Тут Зевс, пожалев их, придумывает другое устройство: он переставляет вперед срамные их части, которые до того были у них обращены в ту же стороны, что прежде лицо, так что семя они изливали не друг в друга, а в землю, как цикады. Переместил же он их срамные части, установив тем самым оплодотворение женщин мужчинами, для того чтобы при совокуплении мужчины с женщиной рождались дети и продолжался род, а когда мужчина сойдется с мужчиной — достигалось все же удовлетворение от соития, после чего они могли бы передохнуть, взяться за дела и позаботиться о других своих нуждах. Вот с каких давних пор свойственно людям любовное влечение друг к другу, которое, соединяя прежние половины, пытается сделать из двух одно и тем самым исцелить человеческую природу.

При встрече эти половинки охватывает «удивительное чувство привязанности, близости и любви, что они поистине не хотят разлучаться даже на короткое время». Однако это не простая похоть, это родство душ, но так и остаётся загадкой, чего же эти половинки хотят друг от друга. Историей об андрогинах Аристофан объясняет, что «любовью называется жажда целостности и стремление к ней» и что «наш род достигнет блаженства тогда, когда мы вполне удовлетворим Эрота и каждый найдет соответствующий себе предмет любви, чтобы вернуться к своей первоначальной природе».

### 6. Речь Агафона: совершенства Эрота
Замечая, что предыдущие выступающие скорее восхваляли блага, приносимые Эротом, нежели самого Эрота, Агафон принимается воздавать хвалу непосредственно богу любви. Эрот, по Агафону, самый красивый, совершенный и блаженный из богов, потому что он самый молодой среди них. По своей природе он ненавидит старость и бежит от неё, однако с молодыми он неразлучен. Тем самым Агафон встаёт на позиции, противоположные мнению Федра о том, что Эрот — старейший из богов. Он рассуждает так: «Ведь боги не оскопляли бы и не заковывали друг друга и вообще не совершали бы насилий, если бы среди них был Эрот, а жили бы в мире и дружбе, как теперь, когда Эрот ими правит».
Эрот вечно молод и нежен, живя в мягких душах богов и людей. Однако, натыкаясь на грубость какой-либо души, Эрот навсегда её покидает. Бог этот необычайно красив. Кроме невероятно прекрасной наружности, Эрот славен своими добродетелями: он справедлив, рассудителен, поистине храбр, наделён мудростью. Он в высшей степени поэт и способен сделать поэтом любого другого. Любовь Агафон называет первопричиной многих благ божественных и людских, каких до него не было. Как апофеоз его речи звучит хвала Эроту:

Избавляя нас от отчужденности и призывая к сплочённости, он устраивает всякие собрания, вроде сегодняшнего, и становится нашим предводителем на празднествах, в хороводах и при жертвоприношениях. Кротости любитель, грубости гонитель, он приязнью богат, неприязнью небогат. К добрым терпимый, мудрецами чтимый, богами любимый; воздыханье незадачливых, достоянье удачливых; отец роскоши, изящества и неги, радостей, страстей и желаний; благородных опекающий, а негодных презирающий, он и в страхах и в мученьях, и в помыслах и в томленьях лучший наставник, помощник, спаситель и спутник, украшение богов и людей, самый прекрасный и самый достойный вождь, за которым должен следовать каждый, прекрасно воспевая его и вторя его прекрасной песне, завораживающей помыслы всех богов и людей.

Речь Агафона вызвала абсолютное одобрение у собравшихся. Даже сам Сократ, который должен продолжить беседу своим монологом, признал свой некоторый словесный тупик, оценивая прозвучавшую речь достойной пылкости уст «великого говоруна» Горгия. Сократ несколько саркастически отмечает: «… уменье произнести прекрасную похвальную речь состоит … в том, чтобы приписать предмету как можно больше прекрасных качеств, не думая, обладает он ими или нет». В противовес этому, говорит он, он собирается говорить об Эроте правду «и притом в первых попавшихся, взятых наугад выражениях», и уточняет у Федра, действительно ли собравшимся это будет интересно. Получив одобрение, Сократ начинает своё выступление.

### 7. Речь Сократа: цель Эрота — овладение благом

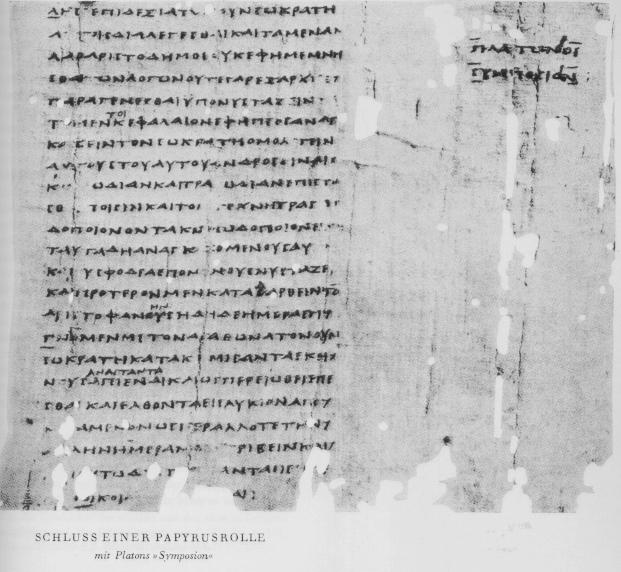
Папирус с текстом «Пира»

В отличие от формы монолога, с которого начинали и которым заканчивали свои устные тексты прежние выступающие, Сократ прибегает к своему излюбленному приему — диалогу.
Путём вопросов к Агафону, который словесной логикой вынужден во всём соглашаться с философом, Сократ заключает, что Эрот — это любовь, направленная на кого-то или на что-то, а её предмет — «то, в чём испытываешь нужду». Более того, так как Эрот есть любовь к красоте, то самой красоты Эрот лишён и, что ещё парадоксальнее, нуждается в ней. А раз Эрот далеко не прекрасен, то он не может быть и добр. Таким образом, Сократ полностью опровергает Агафона.

«Я, — сказал Агафон, — не в силах спорить с тобой, Сократ. Пусть будет по твоему». — «Нет, милый мой Агафон, ты не в силах спорить с истиной, а спорить с Сократом дело нехитрое».

Отталкиваясь от этих заключений, Сократ далее уже в форме монолога пересказывает диалог, состоявшися в его молодости между ним, Сократом, и жрицей Диотимой (греч. Διοτίμα). Во-первых, Эрот беспрекрасен, однако это отнюдь не говорит прямо о том, что он безобразен и зол. Эрот «находится где-то посредине между этими крайностями». Дальше — больше. Признавая право на наименование богом прекрасных, добрых, красивых, Диотима ставит под сомнение божественность Эрота и его смертность и говорит, что он «нечто среднее между бессмертным и смертным». Эрот — великий гений, «ведь все гении представляют собой нечто среднее между богом и смертным».
Тогда поднимается резонно вопрос о назначении Эрота в мире. И Диотима говорит:

Быть истолкователями и посредниками между людьми и богами, передавая богам молитвы и жертвы людей, а людям наказы богов и вознаграждения за жертвы. Пребывая посредине, они заполняют промежуток между теми и другими, так что Вселенная связана внутренней связью. Благодаря им возможны всякие прорицания, жреческое искусство и вообще все, что относится к жертвоприношениям, таинствам, заклинаниям, пророчеству и чародейству. Не соприкасаясь с людьми, боги общаются и беседуют с ними только через посредство гениев — и наяву и во сне. И кто сведущ в подобных делах, тот человек божественный, а сведущий во всем прочем, будь то какое-либо искусство или ремесло, просто ремесленник. Гении (греч. δαίμονες 203a) эти многочисленны и разнообразны, и Эрот — один из них.

Следует за этим рассказ о родителях Эрота. Он был зачат в саду Зевса (греч. Διὸς κῆπον 203b) на дне рождения Афродиты двумя богами — нищей богиней Пенией и опьяневшим от нектара и заснувшим богом Поросом. Поэтому Эрот всегда спутник и слуга Афродиты, влюблённый во всё красивое. Сам же Эрот беден, некрасив, груб, не обут, бездомен, однако он тянется к прекрасному и совершенному, он храбрый, смелый, всю жизнь занимается философией, он искусный колдун, чародей (греч. φαρμακεὺς 203d) и софист. «По природе своей он ни бессмертен, ни смертен». «Он находится также посредине между мудростью и невежеством». Но почему? Потому что боги и так мудры, им не пристало заниматься философией, а невежды не испытывают в этом нужды. Философ занимает промежуточное положение между мудрецом и невеждой, а Эрот — философ, который любит прекрасное благо на свете — мудрость, потому что тянется к прекрасному.
Эрот приносит людям много пользы. Он стремится к прекрасному постоянно. А тот, кто хочет прекрасного, хочет блага, через которое способен прийти к счастью. Таким образом, Эрот способен привести нас к счастью. Любовь — это не стремление к прекрасному, по Диотиме; это любовь к вечному обладанию благом и к бессмертию (путь к последнему — деторождение или увековечивание в истории своего имени).
Так Сократ заканчивает свою речь. «Вдруг в наружную дверь застучали так громко, словно явилась целая ватага гуляк, и послышались звуки флейты». Это был пьяный Алкивиад. Его пригласили за стол. Он присел между Агафоном и Сократом, не узнав сперва последнего. Опознав философа, он пребывает в изумлении, что от него никак нельзя избавиться. Сократ же, говоря, что боится влюблённости в него Алкивиада, просит Агафона защитить от вероятных глупых действий того. Алкивиад предлагает безудержно пить, но Эриксимах поясняет, что на этой встрече собравшиеся договорились воздавать похвальное слово Эроту, и ему надо сделать то же. Но Алкивиад, признавая речи Сократа логически неоспоримыми, отказывается. Тогда, говорит Эриксимах, воздавай хвалу Сократу.

### 8. Речь Алкивиада: панегирик Сократу
Алкивиад сравнивает речи Сократа с игрой Марсия (215b) на флейте, говоря, что он сатир без инструментов. «Когда я слушаю его, сердце у меня бьется гораздо сильнее, чем у беснующихся корибантов, а из глаз моих от его речей льются слезы; то же самое, как я вижу, происходит и со многими другими».
Алкивиад также признаёт философа высокоморальным человеком, перед которым ему бывает иногда стыдно за своё поведение. Сократу, говорит Алкивиад, не важно, красив ли человек. И в подтверждение приводит рассказ о том, как однажды пытался его соблазнить. Ни гимнастика, ни совместный ужин, после которого заставил Сократа остаться ночевать (в обнимку с самим Алкивиадом), не произвели никакого на него эффекта, он остался непоколебим. Так Сократ покорил Алкивиада.
Во время похода в Потидею под предводительством Лахета гоплит Сократ (219e-221a) удивил его выдержкой, терпением, «неспособностью» быть пьяным. А в одной из битв Сократ спас его жизнь. Когда Алкивиад просил дать награду за это Сократу, Сократ просил её присудить именно Алкивиаду.
Однако самое поразительно то, что Сократ «не похож ни на кого из людей, древних или ныне здравствующих», что его совершенно не с кем сравнить, разве что только с силенами и сатирами. Речи его божественны, «таят в себе множество изваяний добродетели и касаются множества вопросов, вернее сказать, всех, которыми подобает заниматься тому, кто хочет достичь высшего благородства».

### 9. Заключительная сцена
Тут ввалились в дом гуляки, стало шумно, кто-то ушёл домой. Аристодем же заснул, проснувшись, обнаружил Сократа, Аристофана и Агафона, которые вели беседу и пили вино из большой чаши (греч. φιάλης 223c). Однако вскоре уснул Аристофан, а вслед за ним — Агафон. Сократ же встал и ушёл, а Аристодем последовал за ним. «Придя в Ликей (греч. Λύκειον 223d) и умывшись, Сократ провёл остальную часть дня обычным образом, а к вечеру отправился домой отдохнуть».